# Siumut
Siumut (grønlandsk for "Fremad") er et grønlandsk politisk parti. Siumuts ideologiske grundlag er demokratisk socialisme. Siumut blev stiftet i 1977 og havde i perioden fra stillingens oprettelse i 1979 til 2009, og igen fra 2013-2021, landsstyreformandsposten. Partiet har derfor haft en stor betydning for udformningen af det nuværende grønlandske samfund.

## Historie

### Baggrund for partiet
Partiet er en fortsættelse af Siumut-bevægelsen, en uformel politisk sammenslutning af enkeltpersoner, der fra starten af 1970'erne var samlingspunkt for ønsket om at gøre op med den danske kolonialisme. I kredsen var bl.a. de to nyvalgte medlemmer af Grønlands Landsråd i 1971, Jonathan Motzfeldt (valgt i Qaqortoq) og Lars-Emil Johansen (valgt i Nuuk) samt Moses Olsen, der lige netop ikke blev valgt i Sisimiut. Alle tre blev senere fremtrædende medlemmer af partiet.
Opgøret blev fra 1975 formuleret i bladet Sujumut (gammel grønlandsk retsskrivning for Siumut), hvor kravet om større grønlandsk selvbestemmelse blev fremført med stadig større styrke. I 1975 og 1976 var organiseringen af sympatisører ikke prioriteret særlig højt, men der blev dog etableret enkelte lokalafdelinger.

### Stiftelsen af partiet
I 1977 blev bevægelsen til et politisk parti. Ved møder på forsøgs- og fåreavlerstationen Upernaviarsuk i nærheden af Qagortoq stiftedes partiet i dagene 28. juli, 29. juli og 30. juli 1977.
Siumuts første partiprogram, der blev vedtaget på landsmødet i 1977, støtter en hjemmestyreordning inden for rigsfællesskabet, hvor Grønland ”er at betragte som et område med helt andre og med andre dele af riget helt usammenlignelige forhold”, der derfor skal ”styres helt anderledes end resten af det danske rige”, med den grønlandske befolkning i centrum for udviklingen, hvor det grønlandske sprog og den grønlandske kultur er rygraden i forhold til uddannelse og undervisning. Samtidig blev det fastslået, at den grønlandske kultur ikke blot skal bestå, men forstærkes og videreudvikles.
Siumut ønskede at fokusere på udnyttelsen af de levende ressourcer, først og fremmest fiskeri og fangst, og at det var den fastboende befolkning, der havde fortrinsret på arbejdsmarkedet. Samtidig fastslog det nystiftede parti, at det var den grønlandske befolkning, der ejer ”vort lands rigdomme”. Udnyttelsen af mineralske råstoffer skulle derfor kun kunne ske, hvis det kunne gennemføres uden at skade de levende ressourcer.
Partiprogrammet lægger desuden vægt på værdier som fællesskab, social tryghed og en mere ligelig fordeling af indkomsterne; alle værdier, som har udgangspunkt i en socialistisk eller socialdemokratisk opfattelse af, hvordan et godt samfund kan indrettes. Derfor samarbejdede Siumuts første medlemmer af Folketinget efter hjemmestyrets indførelse 1. maj 1979 med Socialistisk Folkeparti i Danmark
Siumut fortsatte det valgtekniske samarbejde med SF i det danske folketing frem til 1984, hvor partiet ændrede kursus i retning af et samarbejde med Socialdemokratiet i Dannmark.

### Organiseringsperiode
Efter stiftelsen af partiet kom der for alvor gang i organiseringen, og i løbet af 1977-78 steg antallet af lokalafdelinger til næsten 30, mens der ved udgangen af 1979 var 48 lokalafdelinger af partiet over hele landet. Siumut formåede således på få år, fra midt i 1970’erne og frem til 1979 og hjemmestyrets indførelse, at etablere sig som et bredt folkeligt parti i modsætning til tidligere partier, der kun havde appelleret til mindre grupper i samfundet.

### Siumut i Folketinget
I 2025 tabte Siumut deres mandat i Folketinget, da Aki-Matilda Høegh-Dam meldte sig ud af partiet.

### Siumut i landsstyret
Siumut stod fra det første valg til Landstinget i 1979 i spidsen for landsstyret. De første år (1979 og 1983) alene, fordi partiet havde absolut flertal i Landstinget, fra 1984 med det venstreorienterede parti Inuit Ataqatigiit, og for første gang i 1995 sammen med det på daværende tidspunkt borgerlige Atassut.
Fra 1979 har Siumut haft tre landsstyreformænd. Ved hjemmestyrets indførelse og frem til 1991 var det Jonathan Motzfeldt, der også var partiformand. Fra 1991 til 1999 var det Lars-Emil Johansen, hvorefter Jonathan Motzfeldt igen tog over fra 1999 til 2002. Hans Enoksen blev valgt som partiformand i sommeren 2002 og dannede efter valget 3. december 2002 landsstyrekoalition med Inuit Ataqatigiit. Et skrøbeligt samarbejde, der brød sammen i januar 2003, hvorefter Siumut gik i samarbejde med Atassut. Også denne koalition fik en kort levetid og brød sammen i september 2003, hvorefter partiet igen dannede landsstyre med Inuit Ataqatigiit. En koalition, der holdt frem til oktober 2005, hvor Hans Enoksen udskrev valg til afholdelse 15. november 2005.
Den 25. november 2005 offentliggjorde partierne Siumut, Atassut og Inuit Ataqatigiit, at de havde indgået en koalitionsaftale. Målet for koalitionen var officielt at skabe fundamentet for større lighed i den grønlandske befolkning, at finde veje for at realisere et politisk og økonomisk selvbærende grønlandsk samfund, hvor befolkningen har reel medindflydelse på alle niveauer, hvor det grundlæggende element i forhold til udnyttelse af ressourcerne er, at dette sker bæredygtigt, samtidig med at miljøet beskyttes. Denne koalition brød sammen den 30. april 2007. Årsagen til sammenbruddet skal primært findes i uenighed om, hvorvidt det var lovligt, at Hans Enoksen personligt havde blandet sig i administrative sager vedrørende tildeling af fiskekvoter. Enoksen havde således personligt omgjort lovlige afslag på kvoter til personer, der ikke levede op til de formelle krav i fiskeriloven for tildeling af kvoter. Partiet Inuit Ataqatigiit protesterede mod Enoksens politiske indblanding i det, der i sin grund var en administrativ afgørelse, hvorefter partiet blev ekskluderet fra koalitionen af Enoksen. Fra 1. maj 2007 til valget i 2009 har Siumut herefter været i koalition med partiet Atassut. Den nye koalition delte grundlæggende politiske mål med den tidligere koalition. Dog var alle henvisninger til bæredygtighed i fiskeri og miljø udgået af koalitionsaftalen. Koalitionsaftalen har under alle omstændigheder hovedsageligt været af symbolsk værdi, da koalitionens politiske mål hovedsageligt har været præget af dag til dag-politik.

### Landstingsvalget 2. juni 2009
Ved landstingsvalget den 2. juni 2009 gik Siumut tilbage fra 30,4% af stemmerne til 26,5 procent. Partiet mistede hermed ét mandat i landstinget. Koalitionspartneren Atassut gik tilbage fra 19,0 procent til 10,9 procent, hvilket medførte et tab på 3 mandater. Den hidtidige landsstyrekoalition mistede således sit i forvejen spinkle flertal i Landstinget. Valgets topscorer blev partiet Inuit Ataqatigiit der fik 43,7 procent af stemmerne.
Efter valget er Siumut således ikke længere det største parti i Grønland. Partiformanden Hans Enoksen gik af som formand som følge af det dårlige valgresultat. Han afløstes af Aleqa Hammond.

### Siumut i opposition
Den 12. juni 2009 blev der valgt et nyt landsstyre, bestående af partierne Inuit Ataqatigiit, Demokraterne (grønlandsk parti) og Kandidatforbundet uden deltagelse fra Siumut. Siumut er herefter i opposition for første gang i hjemmestyrets/selvstyrets historie.
Det er endnu uvist, om partiet vil formå at omstille sig til et konstruktivt oppositionsparti med et reelt alternativ til den siddende koalitions politik. Partiformanden Aleqa Hammond har søgt at markere sig med en skarp, til dels populistisk, politisk linje, hvilket bl.a. var medvirkende til, at den grønlandske avis Sermitsiaq efter en vælgerafstemning i 2010 tildelte hende prisen som "Årets Uvak" KNR: Aleqa er Årets Uvak (Webside ikke længere tilgængelig)(Svarende til Ekstra Bladets nytårstorsk).

### Landstingsvalget 12. marts 2013
Siumut: 42,8 procent (+16,3)
Ved landstingsvalget i 2013 blev Siumut valgets store vinder efter en valgkamp, hvor grønlandsk selvstændighed i forhold til rigsfællesskabet spillede en væsentlig rolle, idet forventninger om kommende råstofindtægter og deraf afledte muligheder for landet gav forhåbninger om et tilstrækkeligt økonomisk fundament for et selvstændigt Grønland.
Efter valget indtog Aleqa Hammond posten som landsstyreformand. Hun måtte imidlertid træde tilbage allerede året efter som følge af bl.a. skandaler om en tidligere dom for tyveri og brug af offentlige midler i sin privatøkonomi. Der blev udskrevet valg, hvor Siumut gik kraftigt tilbage, men dog forblev det største parti i Grønland.

### Regeringen 2016
D. 27. oktober 2016 blev der dannet en ny grønlandsk regering bestående af partierne Siumut, Inuit Ataqatigiit, og Partii Naleraq med Siumuts formand Kim Kielsen som landsstyreformand. En minister for selvstændighed blev udpeget, og regeringen meddelte, at den målrettet ville arbejde i retning af selvstændighed.

### Formandsvalget 27. juli 2017
Ved formandsvalget i Siumut d. 27. juli 2017 blev Kim Kielsen udfordret af Vittus Qujaukitsoq, der ønskede en hurtigere overgang til selvstændighed end Siumuts daværende linje. Kim Kielsen blev dog genvalgt af partiets medlemmer og kunne dermed også fortsætte som landsstyreformand.

### Formandsvalget 29. november 2020
Ved formandsvalget i Siumut d. 29. november 2020 blev Kim Kielsen udfordret af Erik Jensen og Erik Jensen blev valgt som partiets formand.

### Formandsvalget 29. juni 2025
På Siumuts ekstraordinære landsmøde 29. juni 2025 blev Aleqa Hammond valgt som formand. Hun stillede op mod den konstituerede formand Vivian Motzfeldt, som havde fået posten i marts, da Erik Jensen trådte tilbage efter Siumuts valgnederlag ved landstingsvalget i 2025.

### Partiformænd
Følgende personer har været formænd for Siumut siden stiftelsen i 1977:
- 1977–1978: Jonathan Motzfeldt
- 1978: Moses Olsen
- 1978–1979: Jonathan Motzfeldt
- 1979–1980: Lars Emil Johansen
- 1980–1987: Jonathan Motzfeldt
- 1987–1997: Lars Emil Johansen
- 1997–1998: Mikael Petersen[15]
- 1998–2001: Jonathan Motzfeldt
- 2001–2009: Hans Enoksen[16]
- 2009–2014: Aleqa Hammond[17]
- 2014–2020: Kim Kielsen[18]
- 2020–2025: Erik Jensen[19]
- 2025 (marts-juni): Vivian Motzfeldt[13]
- Siden juni 2025: Aleqa Hammond[12]

## Valgresultater

### Inatsiartut
| År   | # af stemmer | % af stemmerne | # af valgte mandater | ±  |
| ---- | ------------ | -------------- | -------------------- | -- |
| 1979 | 8.505        | 46,1 (#1)      | 13 / 21              | Ny |
| 1983 | 10.371       | 42,3 (#2)      | 12 / 26              | 1  |
| 1984 | 9.949        | 44,1 (#1)      | 11 / 25              | 1  |
| 1987 | 9.987        | 39,8 (#1)      | 11 / 26              | 0  |
| 1991 | 9.336        | 37,3 (#1)      | 11 / 27              | 0  |
| 1995 | 9.803        | 38,4 (#1)      | 12 / 31              | 1  |
| 1999 | 9.899        | 35,2 (#1)      | 11 / 31              | 1  |
| 2002 | 8.151        | 28,5 (#1)      | 10 / 31              | 1  |
| 2005 | 8.861        | 30,7 (#1)      | 10 / 31              | 0  |
| 2009 | 7.567        | 26,5 (#2)      | 9 / 31               | 1  |
| 2013 | 12.910       | 42,8 (#1)      | 14 / 31              | 5  |
| 2014 | 10.108       | 34,3 (#1)      | 11 / 31              | 3  |
| 2018 | 7.959        | 27,2 (#1)      | 9 / 31               | 2  |
| 2021 | 7.971        | 30,1 (#2)      | 10 / 31              | 1  |
| 2025 | 4.210        | 14,7 (#4)      | 4 / 31               | 6  |

### Folketinget
| År   | # af stemmer | % af stemmerne | % af grønlandske stemmer                 | # af mandater vundet tilsammen | # af Grønlandske mandater vundet | ±  |
| ---- | ------------ | -------------- | ---------------------------------------- | ------------------------------ | -------------------------------- | -- |
| 1979 | 6.273        |                | 44,1 (#2)                                | 1 / 179                        | 1 / 2                            | Ny |
| 1981 | 7.176        |                | 37,7 (#2)                                | 1 / 179                        | 1 / 2                            | 0  |
| 1984 | 9.148        |                | 42,6 (#2)                                | 1 / 179                        | 1 / 2                            | 0  |
| 1987 | 6.944        |                | 43,3 (#1)                                | 1 / 179                        | 1 / 2                            | 0  |
| 1988 | 8.415        |                | 40,1 (#1)                                | 1 / 179                        | 1 / 2                            | 0  |
| 1990 | 8.272        |                | 42,8 (#1)                                | 1 / 179                        | 1 / 2                            | 0  |
| 1998 | 8.502        |                | 36,5 (#1)                                | 1 / 179                        | 1 / 2                            | 0  |
| 2001 | 8.272        |                | 25,9 (#2)                                | 1 / 179                        | 1 / 2                            | 0  |
| 2005 | 7.761        |                | 34,3 (#1)                                | 1 / 179                        | 1 / 2                            | 0  |
| 2007 | 8.068        |                | 32,5 (#1) (Sammen med Inuit Ataqatigiit) | 1 / 179                        | 1 / 2                            | 0  |
| 2011 | 8.499        |                | 37,1 (#2)                                | 1 / 179                        | 1 / 2                            | 0  |
| 2015 | 7.831        |                | 38,2 (#2)                                | 1 / 179                        | 1 / 2                            | 0  |
| 2019 | 7.854        |                | 38,9 (#2)                                | 1 / 179                        | 1 / 2                            | 0  |
| 2022 | 7.424        |                | 38,6 (#1)                                | 1 / 179                        | 1 / 2                            | 0  |